# Болдуин (окръг, Алабама)
Окръг Болдуин (на английски: Baldwin County) е окръг в щата Алабама, Съединени американски щати. Площта му е 5250 km², а населението – 199 510 души (2016). Административен център е град Бей Минет.